# Topaz (technika jądrowa)
Topaz (ros. Топаз) – radzieckie urządzenie energetyczne o mocy 5–10 kW umożliwiające przemianę bezpośrednią energii jądrowej w energię elektryczną wykorzystując zjawisko termoemisji. Urządzenie uruchomione ok. 1970 roku.